# Nicole Muñoz
Nicole Muñoz (Vancouver, 24 giugno 1994) è un'attrice canadese.

## Biografia
Giovane attrice, recita in numerose pubblicità e serie televisive quali Defiance e Once Upon a Time.

## Filmografia parziale

### Cinema
- I Fantastici 4, regia di Tim Story (2005)
- Sansone (Marmaduke), regia di Tom Dey (2010)

### Televisione
- Tru Calling - serie TV, episodio 2x06 (2005)
- Stargate Atlantis - serie TV, episodio 2x12 (2005)
- Supernatural - serie TV, episodi (2006-2020)
- Hemlock Grove - serie TV, episodio 1x05 (2013)
- Defiance - serie TV, 23 episodi (2013–2015)
- C'era una volta (Once Upon a Time) - serie TV, 2 episodi (2014-2015)
- Van Helsing - serie TV, 18 episodi (2019-2021)
- Tracker - serie TV, episodio 1x08 (2024)

## Doppiatrici italiane
Nelle versioni in italiano delle opere in cui ha recitato, Nicole Muñoz è stata doppiata da:
- Veronica Puccio in Defiance
- Lucrezia Marricchi in C'era una volta
- Valentina Pallavicino in Van Helsing
- Rossa Caputo in Tracker